# William Webster
William Hedgcock (Bill) Webster (Saint Louis (Missouri), 6 maart 1924 – Warrenton (Virginia), 8 augustus 2025) was een Amerikaans topambtenaar en jurist. Hij was directeur van de Central Intelligence Agency van 1987 tot 1991 en daarvoor directeur van de Federal Bureau of Investigation van 1978 tot 1987. Hij is de enige die de functie van directeur heeft bekleed van zowel de FBI als de CIA.

## Biografie

### Jeugd
William Hedgcock Webster werd geboren in Saint Louis, Missouri en diende als luitenant bij de Amerikaanse marine tijdens de Tweede Wereldoorlog. Na zijn dienst bij de marine behaalde hij in 1947 zijn Bachelor of Arts-graad aan het Amherst College in Amherst. Terwijl hij in Amherst studeerde was Webster lid van de Psi Upsilon-broederschap. Hij behaalde zijn doctoraat in de rechten aan de Washington-universiteit te Saint Louis in 1949. Na zijn rechtenstudie diende hij opnieuw bij de marine tijdens de Koreaanse Oorlog. Later trad hij in dienst bij het advocatenkantoor Armstrong Teasdale in St. Louis, maar hij verliet de privépraktijk om een carrière in de openbare dienst te beginnen. Hij was van 1960 tot 1961 procureur van de Verenigde Staten voor het oostelijke district van Missouri en van 1964 tot 1969 lid van de Missouri Board of Law Examiners.

### FBI en CIA
In 1978 benoemde president Jimmy Carter Webster tot directeur van de Federal Bureau of Investigation, hoewel Webster een geregistreerde Republikein was. In 1987 koos president Ronald Reagan hem tot directeur van de Central Intelligence Agency, die hij leidde tot zijn pensionering in 1991. Later werkte Webster als advocaat in Washington D.C.

### Overlijden
Webster overleed op 8 augustus 2025 op 101-jarige leeftijd.